# Rivera (departement)

Departementets läge i Uruguay.

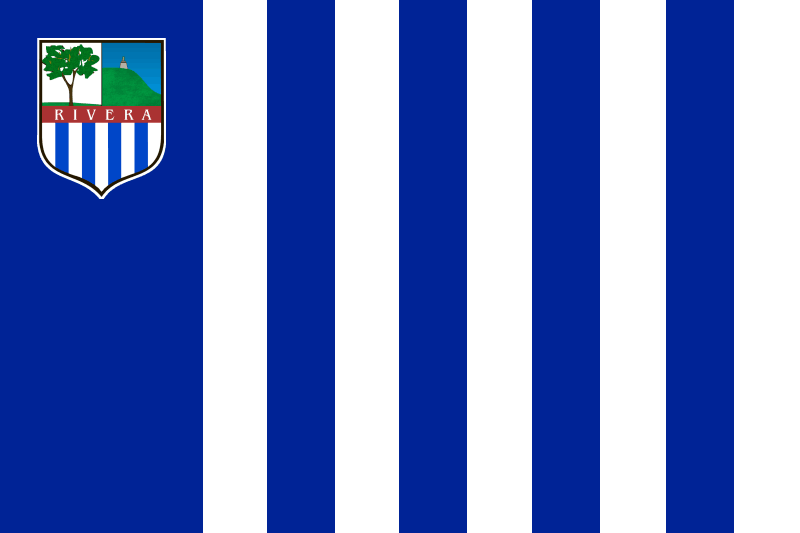
Departementets flagga.

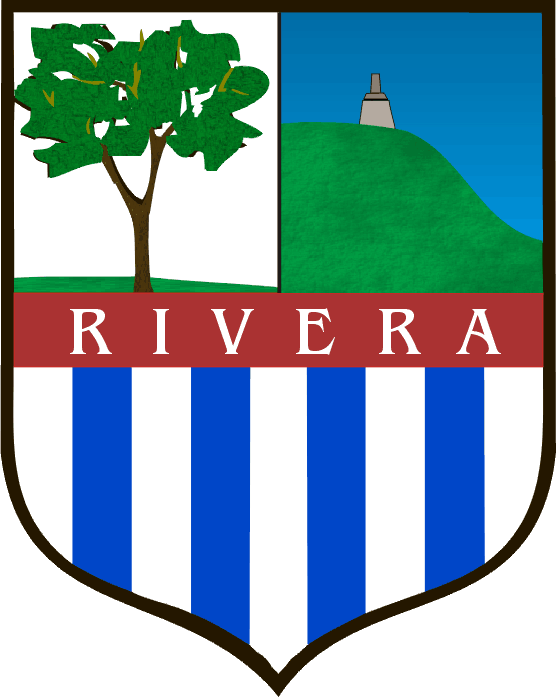
Departementets emblem.

Departementet Rivera (Departamento de Rivera) är ett av Uruguays 19 departement. Huvudort i departementet är Rivera.

## Geografi
Rivera har en yta på cirka 9 370 km² med cirka 105 000 invånare. Befolkningstätheten är 11 invånare/km². Departementet ligger i Región Norte (Norra regionen).
Huvudorten är Rivera med cirka 63 400 invånare.

## Förvaltning
Departementet förvaltas av en Intendencia Municipal (stadsförvaltning) som leds av en Intendente (intendent), ISO 3166-2-koden är "UY-RV".
Departementet är underdelad i municipios (kommuner).
Rivera inrättades den 1 oktober 1884 genom delning av departementet Tacuarembó.